# کلاوس پیتر هانیش
کلاوس پیتر هانیش (انگلیسی: Klaus-Peter Hanisch; ۲۹ ژانویهٔ ۱۹۵۲ – ۳۰ اوت ۲۰۰۹) بازیکن فوتبال اهل آلمان بود.
از باشگاه‌هایی که در آن بازی کرده‌است می‌توان به باشگاه فوتبال هرتابرلین اشاره کرد.